# Комберто
Комберто́ (фр. Combertault) — коммуна во Франции, находится в регионе Бургундия. Департамент коммуны — Кот-д’Ор. Входит в состав кантона Бон-Юг. Округ коммуны — Бон.
Код INSEE коммуны — 21185.

## Население
Население коммуны на 2010 год составляло 528 человек.
| 1962 | 1968 | 1975 | 1982 | 1990 | 1999 | 2010 |
| ---- | ---- | ---- | ---- | ---- | ---- | ---- |
| 109  | 118  | 133  | 185  | 223  | 276  | 528  |

## Экономика
В 2010 году среди 337 человек трудоспособного возраста (15—64 лет) 270 были экономически активными, 67 — неактивными (показатель активности — 80,1 %, в 1999 году было 81,7 %). Из 270 активных жителей работали 256 человек (130 мужчин и 126 женщин), безработных было 14 (6 мужчин и 8 женщин). Среди 67 неактивных 28 человек были учениками или студентами, 29 — пенсионерами, 10 были неактивными по другим причинам.